# 27.ª División (Ejército Imperial Japonés)
La 27.ª División (第27師団, Dai-nijūnana Shidan) era una división de infantería en el Ejército Imperial Japonés. Su indicativo era División de Campo (極団, Goku-dan). Se formó el 21 de junio de 1938 en China como división triangular de la brigada mixta independiente y otras unidades.

## Acciones
El 4 de julio de 1938 la 27.ª División fue asignada al 11.º Ejército. Desde el 25 de julio de 1938, la división comenzó a participar en la batalla de Wuhan. Después del final de la batalla en octubre de 1938, la 27.ª División fue enviada a los escenarios en Tianjin, donde fue subordinada directamente al Ejército Expedicionario de China en septiembre de 1939.
El 17 de junio de 1943 la división se trasladó fuera de la reserva y se ordenó a la guarnición Jinzhou. La división se movilizó el 1 de febrero de 1944 para la participación tentativa en la Operación Ichi-Go, y se transfirió nuevamente al 11.º Ejército el 17 de marzo de 1944. A medida que la Operación Ichi-Go comenzó el 17 de abril de 1944, la 27.ª División atacó el condado de Queshan el 9 de mayo. 1944. El 30 de enero de 1945, la 27.ª División también capturó un importante aeródromo en Jiangxi. Posteriormente, mientras estaba en Ganzhou, la división se subordinó al 23.º Ejército y se envió a Guangdong, proporcionando una defensa costera a Huizhou.
Después de que comenzó la batalla de Okinawa, la 27.ª División, el 18 de abril de 1945, recibió órdenes de retirarse a Shanghái a través de Nanchang. La división estaba en Wuxi en el momento de la rendición de Japón el 15 de agosto de 1945.